# Jean Arthur
Jean Arthur (Plattsburgh, eredeti nevén Gladys Georgianna Greene New York, 1900. október 17. – Carmel-by-the-Sea, Kalifornia, 1991. június 19.) amerikai színésznő.

## Élete és pályafutása
Modell volt, majd naivaszerepekben lépett a színpadra. 1923-tól szerepelt filmekben. Az 1930-as években a legkedveltebb vígjátéki hősnők egyike volt. 1934-ben Klári figuráját alakította Indig Ottó Torockói menyasszony című darabjában. 1945 után főleg a színház kötötte le érdeklődését (Peter Pan), s csak időnként szerződött egy-egy filmprodukcióhoz. 1960-ban csillagot kapott a Hollywood Walk of Fame-n.
Különösen Frank Capra szatirikus filmjeiben kapott egyéniségéhez illő feladatokat (pl. a Váratlan örökség (1936) élelmes újságírónője, az Így élni jó (1938) bolondos családjának lánya, a Becsületből elégtelen (1939) titkárnője). Játékát vonzó báj és az ironikus ábrázolás iránti érzék jellemezte. Furcsa, kissé a fejhang felé hajló hangja nem akadályozta sikereit.
Szívelégtelenségben hunyt el 90 éves korában.

## Magánélete
1928-ban Julian Anker volt a párja. 1932–1949 között Frank Ross, Jr. volt a férje.

## Filmjei
- Cameo Kirby (1923)
- A tűzparipa (1924)
- Hét esély (1925)
- Homoklépcsők (1929)
- Fiatal sasok (1930)
- Az egész város erről beszél (1935)
- Váratlan örökség (1936)
- Feleségem, a detektív (1936)
- Az igazi férfi (1936)
- Könnyű élet (1937)
- Az árulás (1937)
- Így élni jó (1938)
- Csak az angyaloknak van szárnyuk (1939)
- Becsületből elégtelen (1939)
- Arizona (1940)
- A csintalan úriember (1942)
- Társbérlet (1943)
- Külügyi szívügyek (1948)
- Idegen a vadnyugaton (1953)